# Alexander Milošević
Goran Alexander Milošević Sjöström (* 30. Januar 1992 in Stockholm) ist ein schwedischer Fußballspieler.

## Werdegang
Milošević begann mit dem Fußballspielen bei Rissne IF und wechselte später als Achtjähriger in die Jugendabteilung von Vasalunds IF. Dort durchlief er die einzelnen Nachwuchsmannschaften. 2008 stand er mit dem Nachwuchs im Endspiel und die schwedische Meisterschaft, im folgenden Jahr scheiterte er mit der Mannschaft im Halbfinale. 2009 rückte er zudem als Ergänzungsspieler in den Kader der Wettbewerbsmannschaft auf, für die er im Svenska Cupen erste Einsatzzeit erhielt. Als Sohn eines serbischen Einwanderers für die zugehörigen Auswahlmannschaften spielberechtigt, lief er zeitweise für die U-17-Auswahl des südosteuropäischen Landes auf. Während er Anfang 2010 zum festen Bestandteil der in der drittklassigen Division 1 antretenden Männermannschaft aufrückte, spielte er sich parallel in die schwedische U-18-Mannschaft. Dort bekam er zwar von Auswahltrainer Hans Lindbom keine Spielzeit, nahm aber an zwei Lehrgängen teil. In der Spielzeit etablierte er sich als Stammspieler in der Defensive des Klubs, wobei er wahlweise als Innenverteidiger oder im defensiven Mittelfeld aufgeboten wurde. Durch gute Leistungen im Saisonverlauf machte er höherklassig auf sich aufmerksam.
Im Februar 2011 wechselte Milošević innerhalb Solnas zum AIK in die erstklassige Allsvenskan, bei dem er einen Vertrag mit vier Jahren Laufzeit unterzeichnete. Beim Meister von 2009 erkämpfte er sich unter Trainer Andreas Alm auf Anhieb einen Stammplatz in der Innenverteidigung. War er bereits vor Saisonbeginn in den Kader der U-19-Auswahlmannschaft für die Auftaktländerspiele im Rahmen eines Vier-Nationen-Turniers im spanischen La Manga del Mar Menor berufen worden, folgte Ende Mai die Berufung in die schwedische U-21-Auswahl. Während er beim 4:1-Erfolg über Norwegen am 2. Juni die komplette Spieldauer auf der Ersatzbank verbracht hatte, stand er beim 2:1-Sieg gegen Serbien vier Tage später in der Startformation. Sowohl im Klub als auch der Nachwuchsnationalmannschaft war er bis zum Saisonende Stammkraft und wurde an der Seite von Nils-Eric Johansson, Niklas Backman und Robert Åhman-Persson hinter Triplesieger Helsingborgs IF Vizemeister.
Im Oktober 2011 verletzte sich Milošević am Bein, die Fraktur wurde ohne Operation mit einem Spezialschuh behandelt. Zu Beginn der Spielzeit 2012 nach knapp vier Monaten Verletzungspause wieder genesen, gehörte er erneut zu den Stammkräften in der Abwehr. Im April zog er sich eine ähnliche Verletzung zu. Am 7. Januar 2015 wechselte Milošević zum türkischen Verein Beşiktaş Istanbul.
Im Februar 2016 wurde er bis Saisonende nach Deutschland an den Bundesligisten Hannover 96 verliehen. Zum Saisonbeginn 2016/17 wechselte er zum Bundesligisten SV Darmstadt 98.
Für die Saison 2017/18 wurde Milošević an den türkischen Zweitligisten Çaykur Rizespor ausgeliehen, wo er jedoch nur eine Halbserie spielte und unregelmäßig auflief. Anfang 2018 kehrte er nach Schweden zurück, wo er einen bis zum Ende der Spielzeit 2018 gültigen Ein-Jahres-Vertrag unterzeichnete. Der Abwehrspieler bestritt im Saisonverlauf 27 der 30 Saisonspiele und war somit eine der Stützen im Meisterschaftskampf, mit zwei Punkten Vorsprung auf IFK Norrköping gewann der Klub den zwölften Meistertitel der Vereinsgeschichte und stellte dabei mit 16 Gegentoren die beste Defensive der Liga.
Am 1. Februar 2019 vermeldete der englische Zweitligist Nottingham Forest die Verpflichtung des vertragslosen Milošević, der einen bis Sommer 2020 gültiges Arbeitspapier bei den „Reds“ unterzeichnete. Nach mehr als einem halben Jahr wechselte er zum Vejle BK, bis er schließlich wieder zum AIK Solna wechselte.

## Erfolge
AIK Solna
- Schwedischer Meister: 2018

Schweden
- U21-Europameister: 2015